# Червленовский сельский совет (Лебединский район)
Червленовский сельский совет (укр. Червленівська сільська рада) — входит в состав
Лебединского района
Сумской области
Украины.
Административный центр сельского совета находится в с. Червленое.

## Населённые пункты совета
- с. Червленое
- с. Грушевое
- с. Новоселовка
- с. Чижово